# مشذوبة
مركز مشذوبة  في منطقة الرياض لمحافظة المجمعة وتقع شمال المنطقة.

## التاريخ
تقع مشذوبة في أقصى الشمال لحدود محافظة المجمعة وتعتبر أقصى قرية في ناحية الشمال لمنطقة الرياض بحيث تقع على حدود ثلاث مناطق وهي الرياض والقصيم والشرقية وتبعد عن المجمعة 195 كلم وتقع بالجانب الشرقي من نفود الدهناء ولمشذوبة اهمية حيث قربها من محمية الجندلية وتحيط بمشذوبة مراعي للحيونات بحيث تصبح مرتعا للبدو الرحل في فصل الربيع وتمتاز بسهولة تضاريسها وتنوع طبيعتها.سكان مركز مشذوبة يسكن مركز مشذوبة حوالي 5000 نسمة مابين مواطن ومقيم وسكانها هم قبيلة الوسدة من حرب سكنوها منذ الستينيات الهجرية قبل بداية إنشائها.
عرفت مشذوبة منذ القدم ويرجع سبب تسميتها لجبل يقع شمال القرية ويعود سبب تسمية هذا الجبل بلهجة أهل نجد إلى الانشذاب أي الارتفاع بالجبل ونزول منحدراته بشكل بديع.
يتولى رئاسة مركز مشذوبة الشيخ تركي عبد الله بن غزاي بن صميعر الوسيدي.

## الخدمات
يوجد بها مجمع محمد بن القاسم التعليمي للبنين بمراحله الثلاث وكذلك مجمع مشذوبة التعليمي للبنات وكذلك يوجد بها روضة للاطفال ويوجد بها جامع متوسط السعة ويوجد غيره ثمانية مساجد ويوجد بها مركز رعاية أولية وما تزال في طور النمو.
يتوفر في مركز مشذوبة بعض المحطات للوقود ومحلات تموينات غذائية وورش اصلاح سيارت وورش حدادة
وللمعلومية يسكن في قرية مشذوبة المعالج الشعبي الدكتور «سعود بن صعنون الوسيدي».

## السكان
يبلغ عدد سكان مركز مشذوبة 5 آلآف نسمة وسكانها هم الوسدة من بني سالم من حرب.

## الموقع الجغرافي
تقع في جهة الشمال وتبعد عن المجمعة 195 كلم وعن حفر الباطن 219 كم.

## المناخ
حار في فصل الصيف، ودافئ ومعتدل في فصل الشتاء.